# Município de Hopewell (condado de Perry, Ohio)
O município de Hopewell (em inglês: Hopewell Township) é um município localizado no condado de Perry no estado estadounidense de Ohio. No ano de 2010 tinha uma população de 2.399 habitantes e uma densidade populacional de 24,56 pessoas por km².

## Geografia
O município de Hopewell encontra-se localizado nas coordenadas 39° 52′ 14″ N, 82° 18′ 28″ O. Segundo o Departamento do Censo dos Estados Unidos, o município tem uma superfície total de 97.67 km², da qual 97,27 km² correspondem a terra firme e (0,41 %) 0,4 km² é água.

## Demografia
Segundo o censo de 2010, tinha 2.399 habitantes residindo no município de Hopewell. A densidade populacional era de 24,56 hab./km². Dos 2.399 habitantes, o município de Hopewell estava composto pelo 97,54 % brancos, o 0,13 % eram afroamericanos, o 0,21 % eram amerindios, o 0,17 % eram asiáticos, o 0,21 % eram de outras raças e o 1,75 % eram de uma mistura de raças. Do total da população o 0,88 % eram hispanos ou latinos de qualquer raça.